# لیگچر

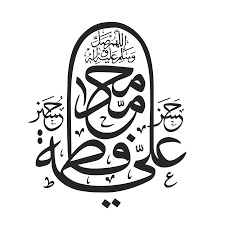
لیگاتوری از کلمات علی و فاطمه و حروف «ح» و «د» در کلمه محمّد

لیگاتور یا لیگچر (به انگلیسی: Ligature) واحدی در تایپوگرافی است که از به هم پیوستن دو یا چند نویسه‌وارهٔ جداگانه تشکیل می‌شود و یک گلیف یکتا می‌سازد. اصطلاح لیگچر ریشه در واژهٔ لاتین ligare به معنای التزام دارد.
لیگچرها در درون قلم‌های رایانه و به صورت گلیف تعریف می‌شوند. برخی قلم‌ها ممکن است هیچ لیگچری تعریف نکنند و برخی دیگر ممکن است از تعداد بسیار زیادی لیگچر استفاده کنند. برای جلوگیری از متصل‌شدن دو نویسه در رایانه‌ها می‌توان از نویسهٔ U+200C (ZWNJ یا فاصلهٔ مجازی) استفاده کرد. در مقابل نویسهٔ U+200D (ZWJ یا اتصال مجازی) برای مشخص‌کردن لزوم اتصال به کار می‌رود.
از نگاه استاندارد یونی‌کد لیگچرها معمولاً بخشی از مسائل تایپوگرافیک محسوب می‌شوند و یونی‌کد به آن‌ها وارد نمی‌شود؛ به این معنی که قابلیت نمایش یا عدم نمایش چند حرف با استفاده از لیگچر در دنبالهٔ یونی‌کد آن‌ها تأثیری ندارد. با این وجود یونی‌کد برای برخی از لیگچرهای رایج نویسهٔ جداگانه تعریف کرده‌است؛ برای مثال حروف لاتین fi با کدنقطهٔ U+FB00 مشخص شده‌اند.

## نمونه‌ها
در بسیاری از قلم‌های فارسی و عربی از کنار هم قرار گرفتن دو نویسهٔ «ل» و «ا»، لیگچر «لا» تشکیل می‌شود؛ همچنین در برخی از قلم‌ها از کنار هم قرار گرفتن «ا-ل-ل-ه» لیگچر «الله» به وجود می‌آید؛ برای «ریال» نیز گاهی لیگچر تعریف شده‌است.
در بعضی از قلم‌های الفبای لاتین کنار هم قرار گرفتن حروف ff می‌تواند باعث ایجاد ظاهری متداخل و ناخوانا شود، برای غلبه بر این مشکل می‌توان به جای کرنینگ از لیگچر استفاده کرد.
لیگچرها در قلم‌های خوش‌نویسی که حروف در آن‌ها متناسب با حروف کناری به هم می‌چسبند نیز کاربرد گسترده دارند.
نشان رسمی جمهوری اسلامی ایران (☫)، لیگاتوری از عبارت «لا اله الّا الله» است.

### لیگچرهای تعریف‌شده در یونی‌کد برای الفبای لاتین
| حالت بدون لیگچر | لیگچر | یونی‌کد         | HTML              |
| --------------- | ----- | -------------- | ----------------- |
| ſs, ſz          | ẞ, ß  | U+00DF         | &szlig;           |
| AE, ae          | Æ, æ  | U+00C6, U+00E6 | &AElig; &aelig;   |
| OE, oe          | Œ, œ  | U+0152, U+0153 | &OElig; &oelig;   |
| IJ, ij          | Ĳ, ĳ  | U+0132, U+0133 | &#306; &#307;     |
| ue              | ᵫ     | U+1D6B         | &#x1D6B;          |
| TZ, tz          | Ꜩ, ꜩ  | U+A728, U+A729 | &#xA728; &#xA729; |
| AA, aa          | Ꜳ, ꜳ  | U+A732, U+A733 | &#xA732; &#xA733; |
| AO, ao          | Ꜵ, ꜵ  | U+A734, U+A735 | &#xA734; &#xA735; |
| AU, au          | Ꜷ, ꜷ  | U+A736, U+A737 | &#xA736; &#xA737; |
| AV, av          | Ꜹ, ꜹ  | U+A738, U+A739 | &#xA738; &#xA739; |
| AY, ay          | Ꜽ, ꜽ  | U+A73C, U+A73D | &#xA73C; &#xA73D; |
| OO, oo          | Ꝏ, ꝏ  | U+A74E, U+A74F | &#xA74E; &#xA74F; |
| ui              | ꭐ     | U+AB50         | &#xAB50;          |
| f‌f              | ﬀ     | U+FB00         | &#64256;          |
| f‌i              | ﬁ     | U+FB01         | &#64257;          |
| f‌l              | ﬂ     | U+FB02         | &#64258;          |
| f‌f‌i             | ﬃ     | U+FB03         | &#64259;          |
| f‌f‌l             | ﬄ     | U+FB04         | &#64260;          |
| ſt              | ﬅ     | U+FB05         | &#64261;          |
| st              | ﬆ     | U+FB06         | &#64262;          |
| et              | 🙰     | U+1F670        | &#128624;         |

### لیگاتورهای نوشتار فارسی

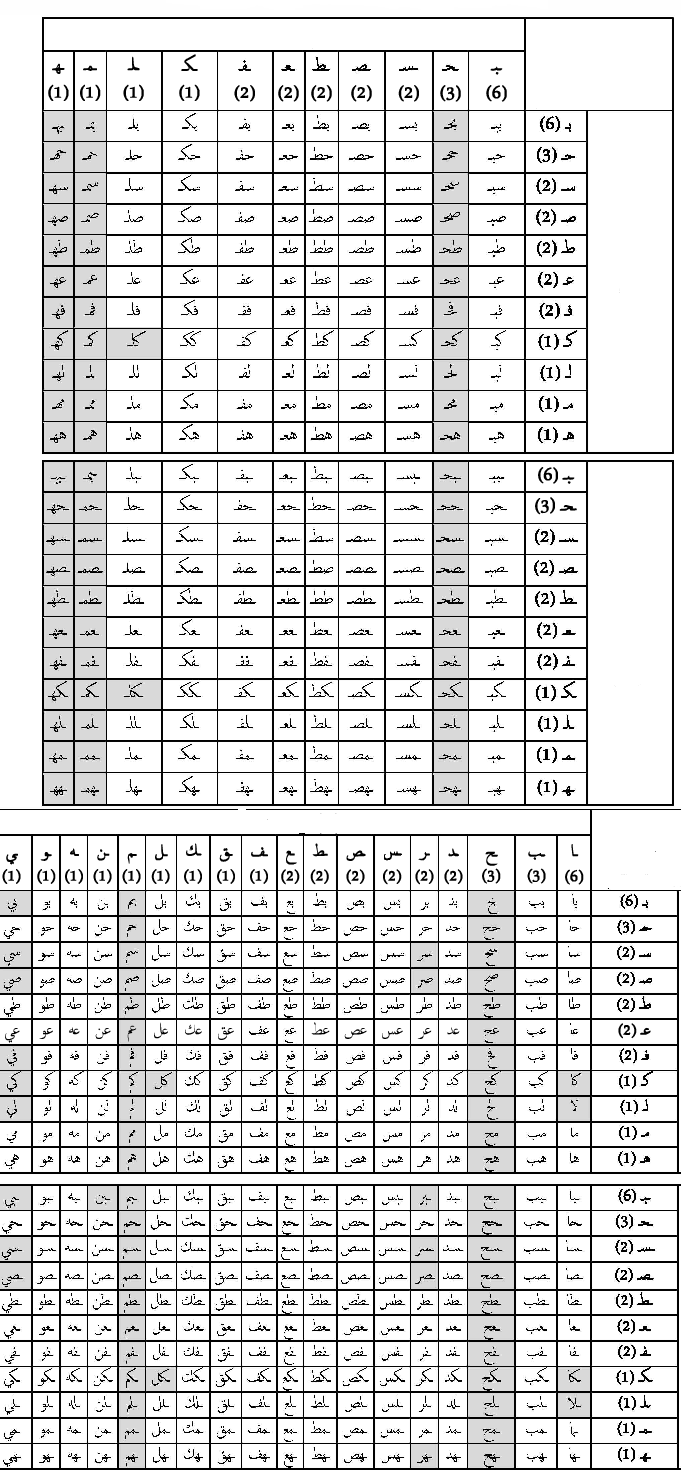
نحوه اتصال حروف و تشکیل لیگاتور در وسط و انتهای کلمه

حروف زبان عربی و به تبع آن حروف زبان فارسی با توجه به وضعیت نوشتاری چندگانه ای که دارند، برای نگارش هر کلمه به راحتی با هم ترکیب شده و بدین ترتیب حروف جدا از هم یک کلمهٔ واحد را تشکیل می‌دهند. در نتیجه هر کلمه ای که حداقل از دو حرف چسبیده به هم تشکیل شده باشد می‌تواند تشکیل یک لیگاتور را بدهد. از اینرو، لیگاتورِ کلمات، امری بدیهی و عادی در نوشتار فارسی بخصوص «دستنویسی» تلقی می‌گردد.
چشم انسان حروف را به صورت تک‌تک نمی‌بیند بلکه گروه‌هایی از حروف را می‌بیند و ذهن، نسبت به آنچه که از پیش تجربه دارد کلمه‌ها را از سمبل‌های نوشتاری برداشت می‌کند. از اینرو، وظیفهٔ اصلی تایپوگرافر این است که بتواند به مخاطب (خواننده) کمک کند که این گروه‌های حرفی را راحت‌تر بیابد. یکی از اصول اولیه و ثابت شده در فرایند خواندن این است که هرچه فاصلهٔ حروف کم شود سرعت خواندن بالا می‌رود – البته تا جایی که به یکدیگر برخورد نکنند – دقیقاً به‌طور طبیعی لیگچر زمانی اتفاق می‌افتد که تایپوگرافر بخواهد تنگ‌ترین فاصلهٔ ممکن را استفاده کند.
با توجه به دو مورد بالا، یعنی یکی آشنایی انسان با گروه‌های حرفی (کلمات) و دیگری تأثیر مثبت فاصلهٔ کم در سرعتِ خوانش، لیگچر را باید عاملی اساسی در بالا رفتن سرعت خواندنِ متن بشمار آورد.
در فارسی علاوه بر موارد یاد شده، لیگچرها اصولاً در دستنویس‌ها نیز رخ می‌دهند و معمولاً نگارنده ترجیح می‌دهد کلمات را به نوعی بنویسد که بتواند ترکیب بندی حروف را بدون برداشتن دست از روی کاغذ ترسیم کند و فقط برای نقطه‌گذاری یا نوشتن کلمه ای دیگر، قلم از کاغذ جدا شود.
میزان تغییر شکل حروف و موقعیت کلمات نسبت به یکدیگر در هنگام ایجاد لیگاتور، کاملاً وابسته به رسم‌الخط مورد استفاده است. این هنر نویسنده است که درک کند مخاطبین نوشته اش چه کسانی هستند و آیا آنها این حد از «تغییر شکل حروف» و «تغییر موقعیت کلمات» را نسبت به حالت ابتدایی، در کنار هم درک خواهند کرد؟

گاهی اوقات این تغییر شکل و درهم رفتگی بحدی می‌شود که افرادِ عادی قادر به خواندن نوشتار نخواهند بود. در اینصورت متن باید توسط یک «خط‌شناس» برای عوام بازخوانی شود و وضعیت و موقعیت هر کلمه توضیح داده شود.
همان‌طور که قبلاً اشاره شد برخی از علائم و نشان‌ها با بهره‌گیری از لیگاتور طراحی می‌شوند که می‌تواند نشانگر میزان خلاقیت طراح آنها باشد.

| بدون اتصال | چپ اتصال | دوسر اتصال | راست اتصال |
| ---------- | -------- | ---------- | ---------- |
| آ          |          |            | ـآ         |
| ا          |          |            | ـا         |
| ب          | بـ       | ـبـ        | ـب         |
| پ          | پـ       | ـپـ        | ـپ         |
| ت          | تـ       | ـتـ        | ـت         |
| ث          | ثـ       | ـثـ        | ـث         |
| ج          | جـ       | ـجـ        | ـج         |
| چ          | چـ       | ـچـ        | ـچ         |
| ح          | حـ       | ـحـ        | ـح         |
| خ          | خـ       | ـخـ        | ـخ         |
| د          |          |            | ـد         |
| ذ          |          |            | ـذ         |
| ر          |          |            | ـر         |
| ز          |          |            | ـز         |
| ژ          |          |            | ـژ         |
| س          | سـ       | ـسـ        | ـس         |
| ش          | شـ       | ـشـ        | ـش         |
| ص          | صـ       | ـصـ        | ـص         |
| ض          | ضـ       | ـضـ        | ـض         |
| ط          | طـ       | ـطـ        | ـط         |
| ظ          | ظـ       | ـظـ        | ـظ         |
| ع          | عـ       | ـعـ        | ـع         |
| غ          | غـ       | ـغـ        | ـغ         |
| ف          | فـ       | ـفـ        | ـف         |
| ق          | قـ       | ـقـ        | ـق         |
| ک          | کـ       | ـکـ        | ـک         |
| گ          | گـ       | ـگـ        | ـگ         |
| ل          | لـ       | ـلـ        | ـل         |
| م          | مـ       | ـمـ        | ـم         |
| ن          | نـ       | ـنـ        | ـن         |
| و          |          |            | ـو         |
| ه          | هـ       | ـهـ        | ـه         |
| ی          | یـ       | ـیـ        | ـی         |

### لیگچرهای مورد استفاده در آوانگاری
از لیگچرهای زیر منحصراً در آوانگاری استفاده می‌شود:
| حالت بدون لیگچر | لیگچر | یونی‌کد | HTML   |
| --------------- | ----- | ------ | ------ |
| db              | ȸ     | U+0238 | &#568; |
| qp (cp)         | ȹ     | U+0239 | &#569; |
| lʒ (or lezh)    | ɮ     | U+026E | &#622; |
| dz              | ʣ     | U+02A3 | &#675; |
| dʒ (or dezh)    | ʤ     | U+02A4 | &#676; |
| dʑ (or dz curl) | ʥ     | U+02A5 | &#677; |
| ts              | ʦ     | U+02A6 | &#678; |
| tʃ (or tesh)    | ʧ     | U+02A7 | &#679; |
| tɕ (or tc curl) | ʨ     | U+02A8 | &#680; |
| fŋ              | ʩ     | U+02A9 | &#681; |
| ls              | ʪ     | U+02AA | &#682; |
| lz              | ʫ     | U+02AB | &#683; |

## نگارخانه

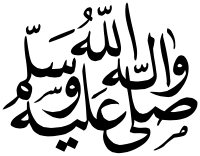
لیگاتور صلی الله علیه و آله و سلم
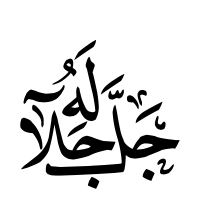
لیگاتور جل جلاله
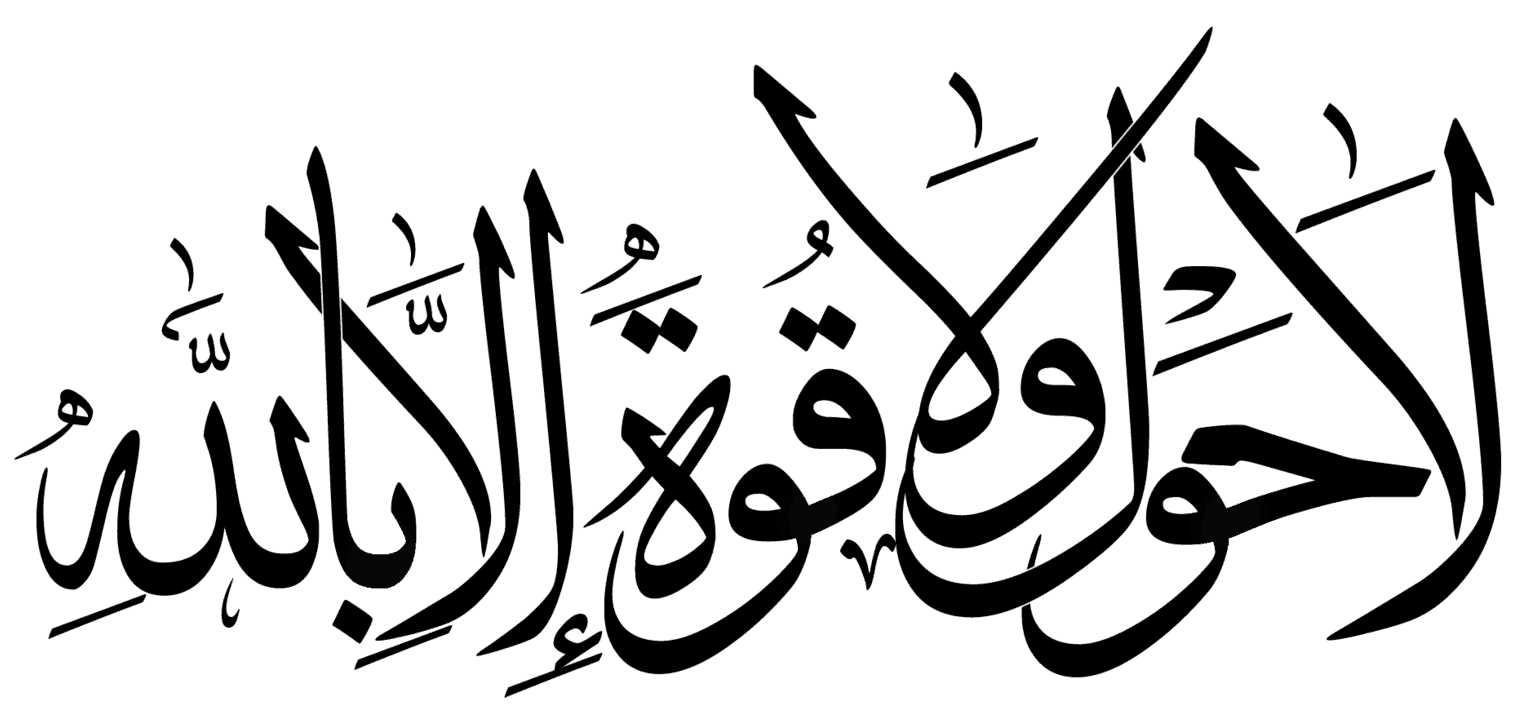
لا حول و لا قوة الا بالله
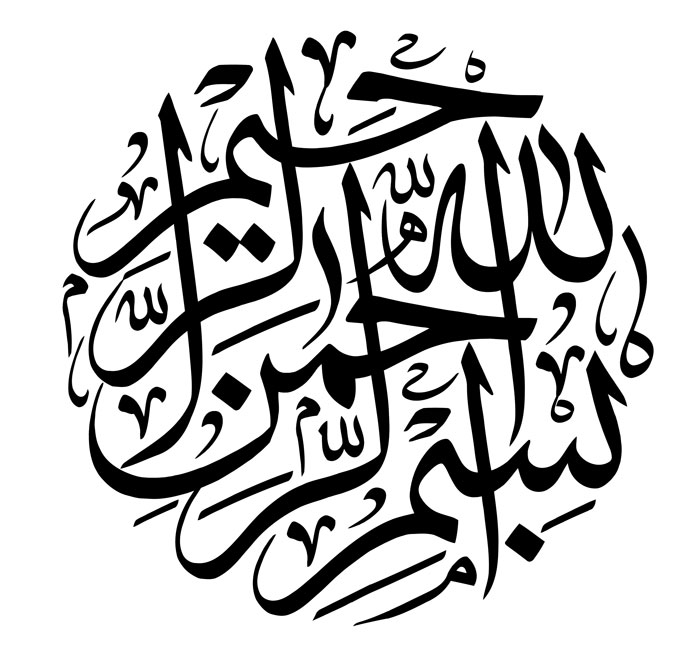
بسم الله الرحمن الرحیم
نشان موزه رضا عباسینشان موزه رضا عباسی
آرم هواپیمایی ماهان؛ «ما» دُم پرنده، «ها» پرِ زیرین و «ن» پرِ بالایی، بدن و سرِ پرنده را تشکیل داده‌است.آرم هواپیمایی ماهان؛ «ما» دُم پرنده، «ها» پرِ زیرین و «ن» پرِ بالایی، بدن و سرِ پرنده را تشکیل داده‌است.
نشان مجتمع فرهنگی بلال با استفاده از لیگاتور طراحی شده‌است.نشان مجتمع فرهنگی بلال با استفاده از لیگاتور طراحی شده‌است.
استفاده از عبارت «لا اله الا الله» در لوگوی آستان قدس رضوی
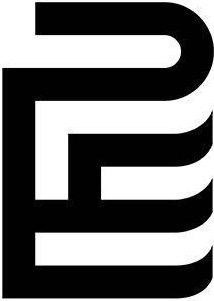
نوشتار «علی» به شکل کتاب
لوگوی شرکت جنرال الکتریک از بهم پیوستن حروف G و E بوجود آمده‌است.